# Ramón Bayeu
Ramón Bayeu y Subías (Saragozza, 2 dicembre 1744 – Aranjuez, 1º marzo 1793) è stato un pittore spagnolo, membro di una famosa famiglia di artisti che comprendeva anche i suoi fratelli Francisco e Manuel.

## Biografia
Fratello di Francisco Bayeu, con il quale lavorò, e di Manuel Bayeu, anch'egli pittore, e cognato di Francisco Goya, nel 1766 vinse un concorso indetto dalla Real Academia de Bellas Artes de San Fernando, il cui premio consisteva in una borsa di studio per recarsi a Roma.
Dal 1773 realizzò 35 cartoni per arazzi destinati alla Fabbrica Reale di Tapices, tra cui El choricero, El juego de bolos, El majo de la guitarra e El muchacho de la esportilla: la maggior parte di essi si trovano attualmente al Museo del Prado di Madrid. Collaborò con Goya alle imprese decorative del Monastero reale di San Gioacchino e Sant'Anna a Valladolid e della Chiesa di Nuestra Señora de la Asunción di Valdemoro, Madrid, così come ad alcuni affreschi nella Basilica del Pilar di Saragozza.
Realizzò inoltre alcune incisioni, prevalentemente copie di quadri famosi come La liberazione di san Pietro del Guercino conservata allora al Prado.